# ÖFB-Cup 1967-1968
La ÖFB-Cup 1967-1968 è stata la 34ª edizione della coppa nazionale di calcio austriaca.

## Ottavi di finale
| Squadra 1            | Risultato   | Squadra 2            |
| -------------------- | ----------- | -------------------- |
| 23 settembre 1967    |             |                      |
| First Vienna         | 4 - 2 (dts) | WSG Radenthein       |
| 14 ottobre 1967      |             |                      |
| Wacker               | 3 - 1       | Wiener SC            |
| 25 ottobre 1967      |             |                      |
| Schwarz-Weiß Bregenz | 0 - 0 (dts) | Amateure Steyr       |
| 26 ottobre 1967      |             |                      |
| Austria Vienna       | 2 - 0       | Admira Vienna        |
| Rapid Vienna         | 2 - 0       | Wacker Innsbruck     |
| SC Brunn am Gebirge  | 0 - 1       | Austria Salisburgo   |
| Kapfenberger         | 1 - 3       | Grazer AK            |
| 1º novembre 1967     |             |                      |
| LASK                 | 1 - 0       | Sturm Graz           |
| 4 novembre 1967      |             |                      |
| Amateure Steyr       | 1 - 2       | Schwarz-Weiß Bregenz |

## Quarti di finale
| Squadra 1            | Risultato   | Squadra 2          |
| -------------------- | ----------- | ------------------ |
| 8 dicembre 1967      |             |                    |
| Grazer AK            | 1 - 0       | Austria Salisburgo |
| Rapid Vienna         | 4 - 3 (dts) | Austria Vienna     |
| 10 dicembre 1967     |             |                    |
| Schwarz-Weiß Bregenz | 1 - 0       | LASK               |
| 10 febbraio 1968     |             |                    |
| Wacker               | 2 - 1       | First Vienna       |

## Semifinale
| Squadra 1      | Risultato | Squadra 2            |
| -------------- | --------- | -------------------- |
| 27 aprile 1968 |           |                      |
| Grazer AK      | 2 - 0     | Schwarz-Weiß Bregenz |
| 28 aprile 1968 |           |                      |
| Wacker         | 0 - 3     | Rapid Vienna         |

## Finale
| Squadra 1      | Risultato | Squadra 2 |
| -------------- | --------- | --------- |
| 23 maggio 1968 |           |           |
| Rapid Vienna   | 2 - 0     | Grazer AK |